# ハイ・ラマズ
ハイ・ラマズ（The High Llamas）は、1991年頃ロンドンで結成されたアングロ・アイリッシュ・アヴァン・ポップ・バンド。

## 概要
元マイクロディズニーのシンガーソングライター、ショーン・オヘイガンが、ドラマーのロブ・アラム、元マイクロディズニーのベーシスト、ジョン・フェルとともに結成したバンド。結成以来、オヘイガンがグループを率いている。彼らの音楽はしばしばザ・ビーチ・ボーイズと比較され、彼もその影響を認めているが、より顕著な影響はボサノヴァとヨーロッパの映画のサウンドトラックから受けている。
オヘイガンは、自身のグループであるマイクロディズニーの解散後、ハイ・ラマズを結成した。バンドは当初、よりオーソドックスなアコースティック・ポップ・スタイルで演奏していたが、キーボーディストとしてステレオラブに参加した後、グループの音楽を彼の好むエレクトロニクスやオーケストラ・サウンドに近づけるために改編することになった。2枚目のアルバム『ギデオン・ゲイ』（1994年）は、1990年代半ばのイージーリスニング・リバイバル・ムーブメントを先取りし、その次の『ハワイ』（1996年）では、ビーチボーイズとのコラボレーションを実現しそうになった。それ以降、ハイ・ラマのアルバムは、よりエレクトロニックでストリップダウンされたものとなっている。

## メンバー
現在のメンバー
- ショーン・オヘイガン - リード・ボーカル、キーボード、ギター
- ジョン・フェル - ベース
- ロブ・アルム - ドラム
- マルクス・ホルダウェイ - キーボード、ヴィブラフォン
- ドミニク・マーコット - ヴィブラフォン、マリンバ
- ピート・エイヴス - ギター

過去のメンバー
- アニタ・ヴィッサー - ボーカル、ギター
- ジョン・ベネット - ギター

## ディスコグラフィ
Studio albums
| Title                        | Release                               |
| ---------------------------- | ------------------------------------- |
| Santa Barbara                | - Released: 1992 - Label: JBM         |
| Gideon Gaye                  | - Released: 1994 - Label: Target      |
| Hawaii                       | - Released: 1996 - Label: Alpaca Park |
| Cold and Bouncy              | - Released: 1998 - Label: V2          |
| Snowbug                      | - Released: 1999 - Label: V2          |
| Buzzle Bee                   | - Released: 2000 - Label: Duophonic   |
| Beet, Maize &amp; Corn       | - Released: 2003 - Label: Drag City   |
| Can Cladders                 | - Released: 2007 - Label: Drag City   |
| Talahomi Way                 | - Released: 2011 - Label: Drag City   |
| Here Come the Rattling Trees | - Released: 2016 - Label: Drag City   |
| Hey Panda                    | - Released: 2024 - Label: Drag City   |

Compilation
| Title                                     | Release                      |
| ----------------------------------------- | ---------------------------- |
| Retrospective, Rarities and Instrumentals | - Released: 2003 - Label: V2 |

Remix EP
| Title       | Release                      |
| ----------- | ---------------------------- |
| Lollo Rosso | - Released: 1998 - Label: V2 |